# Strophocactus sicariguensis
Strophocactus sicariguensis ist eine Pflanzenart in der Gattung Strophocactus aus der Familie der Kakteengewächse (Cactaceae). Das Artepitheton sicariguensis verweist auf das Vorkommen der Art bei Sicarigua im venezolanischen Bundesstaat Lara.

## Beschreibung
Strophocactus sicariguensis wächst ausgespreizt mit an der Basis verzweigten Trieben von bis 2 Metern Länge. Es sind 2 bis 5 häufig flügelartige Rippen vorhanden, die zwischen den 2 Zentimeter auseinanderstehenden Areolen etwas eingebuchtet sind. Die zahlreichen gräulich weißen Dornen sind bis 2 Zentimeter lang. Sie lassen sich in 1 bis 3 Mittel- und 5 bis 7 Randdornen unterschieden.
Die Blüten sind bis 16 Zentimeter lang. Die kugelförmigen Früchte sind hellgelb.

## Verbreitung, Systematik und Gefährdung
Strophocactus sicariguensis ist im karibischen Flachland von Kolumbien und in Venezuelas in den Bundesstaaten Falcón, Lara und Zulia in Höhenlagen von 100 bis 1.000 m verbreitet.
Die Erstbeschreibung als Acanthocereus sicariguensis wurde 1947 von Léon Camille Marius Croizat und Francisco Tamayo veröffentlicht. Salvador Arias Montes und Nadja Korotkova stellten die Art 2017 in die Gattung Strophocactus. Ein weiteres nomenklatorisches Synonym ist Pseudoacanthocereus sicariguensis (Croizat & Tamayo) N.P.Taylor (1992).
In der Roten Liste gefährdeter Arten der IUCN wird die Art als „Data Deficient (DD)“, d. h. mit keinen ausreichenden Daten geführt.

## Nachweise